# L'Intouchable (film, 2006)
Pour les articles homonymes, voir L'Intouchable.
Ne doit pas être confondu avec le film Intouchables, réalisé par Olivier Nakache et Éric Toledano, sorti en 2011
Pour plus de détails, voir Fiche technique et Distribution.
L'Intouchable est un film français de Benoît Jacquot sorti en 2006.

## Synopsis
Jeanne, actrice, apprend de sa mère que son père est hindou et intouchable. Elle part en Inde pour tenter de le retrouver.

## Fiche technique
- Réalisation et scénario : Benoît Jacquot
- Production : Christophe Bruncher
- Société de production : Sangsho
- Musique : Vijay Jaiswal, Monu Rao
- Montage : Luc Barnier
- Assistant : Jowan Le Besco
- Durée : 1h32
- Date de sortie
  - France : 6 décembre 2006

## Distribution
- Isild Le Besco : Jeanne

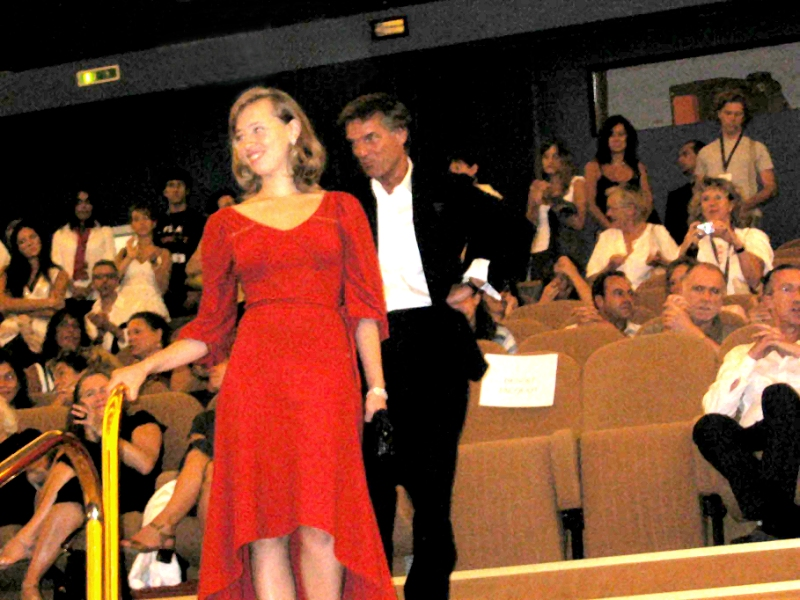
Isild Le Besco dans la Sala Grande pour la présentation du film à la Mostra de Venise 2006.

- Bérangère Bonvoisin : la mère de Jeanne
- Manuel Munz : l'agent de Jeanne
- Marc Barbé : François
- Valérie Donzelli : l'actrice de théâtre
- Louis-Do de Lencquesaing  : le réalisateur
- Jérémie Elkaïm : l'assistant-réalisateur
- Pascal Bongard : le cousin de la religieuse
- Pierre Chevalier : son ami
- Caroline Champetier : la religieuse

## Distinctions
- Isild Le Besco a reçu le Prix Marcello-Mastroianni pour son interprétation.